# 三氟甲磺酸硼
三氟甲磺酸硼（化学式：B(OTf)3）是硼的三氟甲磺酸盐，极易吸湿。它溶解在三氟甲磺酸中形成一种超酸体系。它在100°C分解。

## 制备
三氯化硼或三溴化硼和三氟甲磺酸在SO2ClF或1,1,2-三氯三氟乙烷（Freon-113）溶液中于−78 °C（195 K）反应得到。